# Hospital Rafael Méndez de Lorca
El Hospital General Universitario Rafael Méndez de Lorca (Murcia, España) es un hospital gestionado por el Servicio Murciano de Salud, organismo perteneciente a la Consejería de Salud de la Comunidad Autónoma de la Región de Murcia. En febrero de 2010 recibió la acreditación de Hospital General Universitario como consecuencia de la apertura del Campus Universitario de Lorca. Está ubicado a unos 4 km de la ciudad de Lorca, en la pedanía de La Torrecilla.
Debe su nombre al cardiólogo lorquino Rafael Méndez Martínez.

## Área de influencia
El Hospital Rafael Méndez de Lorca abarca un área de influencia de unos 172.630 habitantes. Presta servicio al área de salud de referencia III de la Región (Lorca), que engloba los municipios de Águilas, Aledo, Lorca, Puerto Lumbreras y Totana.

## Datos básicos

### Recursos Humanos
| Personal                          | Cantidad |
| --------------------------------- | -------- |
| Personal directivo                | 9        |
| Personal facultativo              | 174      |
| Personal sanitario no facultativo | 513      |
| Personal no sanitario             | 291      |
| Total                             | 987      |

### Recursos estructurales
| Recurso                               | Cantidad |
| ------------------------------------- | -------- |
| Camas                                 | 283      |
| Quirófanos                            | 9        |
| Paritorios                            | 4        |
| Locales de consulta                   | 38       |
| Puestos de hospital de día médico     | 3        |
| Puestos de hospital de día quirúrgico | 6        |
| Puestos hospital día oncohematológico | 8        |
| Puestos sala hemodiálisis             | 13       |

### Equipamiento tecnológico
| Aparato                    | Cantidad |
| -------------------------- | -------- |
| Ecógrafos                  | 12       |
| Telemando Rx               | 1        |
| Mamógrafo                  | 1        |
| Salas de Rx convencionales | 3        |
| TC                         | 1        |
| Arco multifunción Rx       | 1        |

## Accesos

### Por carretera
Se encuentra situado cerca de la carretera N-340a. También dispone de acceso en la A-7, salida 640.

### En autobús
Presta servicio la siguiente línea urbana:
| Línea | Recorrido           | Operador |
| ----- | ------------------- | -------- |
| 1     | Apolonia - Hospital | Limusa   |

Además, prestan servicio las siguientes líneas interurbanas:
| Línea     | Recorrido                   | Recorrido                   | Recorrido                   | Operador |
| --------- | --------------------------- | --------------------------- | --------------------------- | -------- |
| MUR-026-1 | Águilas - Lorca - Murcia    | Águilas - Lorca - Murcia    | Águilas - Lorca - Murcia    | Interbus |
| MUR-026-3 | Lorca - Puerto Lumbreras    | Lorca - Puerto Lumbreras    | Lorca - Puerto Lumbreras    | Interbus |
| MUR-026-5 | Lorca - Vélez-Rubio - María | Lorca - Vélez-Rubio - María | Lorca - Vélez-Rubio - María | Interbus |
| MUR-043-1 | Lorca - Murcia              | Lorca - Murcia              | Lorca - Murcia              | Interbus |